# Mile Kekin
Milan Kekin, poznatiji kao Mile Kekin (Bretten, 11. siječnja 1971.) hrvatski je glazbenik, glavni tekstopisac i pjevač rock-skupine Hladno pivo. Ostvario je i nekoliko sporednih uloga u domaćim televizijskim serijama, kao i u nekoliko filmova.

## Životopis
Milan Kekin rođen je u Njemačkoj, odakle se preselio u Tuzlu, gdje je završio sedmi i osmi razred osnovne škole. Nakon smrti oca s obitelji se preselio u Zagreb, gdje je završio srednju školu te na Filozofskom fakultetu upisao anglistiku i germanistiku. U nekom je razdoblju bio suvlasnik manje škole stranih jezika.
U Zagrebu je oformio punk rock sastav Hladno pivo s ostalim članovima koji su, kao i Kekin, svi iz zagrebačkog naselja Gajnica, uključujući njihovog prvog producenta Aleksandra Dragaša. 
Godine 2001. pjevač Hladnog piva objavio je album U dva oka sa skupinom pod imenom "Mile i Putnici", kojoj su članovi bili i Vladimir Mirčeta na gitari, Mario Rašić na basu, Kristijan Zebić na bubnju i Viktor Lipić na klavijaturama.
Godine 2013. Kekin je javno istupao protiv referenduma o ustavnoj definiciji braka, tvrdeći da se tada »zastidio svoje domovine […] već drugi put u vrlo kratkom vremenu«, pri čemu je izjavio da je prvi puta bio bijeg Ive Sanadera te da referendum predstavlja »dokidanje prava 'drukčijima' od mene koji ni sada, zakonski, nemaju ista prava«.

### Gluma
Mile Kekin glumio je u hrvatskoj seriji »Bitange i princeze« erotomana Sašu, kao i u epizodi serije »Zakon!« vozača kombija. Nastupio je u filmovima »Max Schmelling«, »Vjerujem u anđele«, »Nije kraj«, »Ta tvoja ruka mala« i u filmu »Pjevajte nešto ljubavno«  nazvanom po istoimenoj pjesmi Hladnog piva.
U filmu Narodni heroj Ljiljan Vidić glumio je bankomat, a u filmu »Dražen« Mirka Novosela.

## Kontroverze

### Zemljište u Bujama
Kekin je 2018. godine od grada Buja zatražio kupovinu gradskoga zemljišta kako bi ga pripojio već predugovorenoj parceli s kućom koju je namjeravao kupiti od privatne vlasnice, a koja je dio gradskoga zemljišta rabila za svoje potrebe. Plaćen je geodetski elaborat kojim bi se dio gradske parcele odvojio i pripojio predugovorenoj privatnoj parceli. Kako je izjavio gradonačelnik Fabrizio Vižintin, grad je u te svrhe otvorio javni natječaj na kojemu se prodavalo dvije čestice. Grad je zatim zatražio procjenu vještaka, koji je cjelokupno zemljište grada procijenio na 9,1 euro/m2 zbog nagiba zemljišta te nedostatka kolnoga prilaza i infrastrukture, a Kekin je ugovorio kupnju jednoga dijela tog zemljišta (dvije čestice, ukupno 348 m2) ispod svoje kuće, dok je drugi dio ispod susjedne kuće ostao u gradskome vlasništvu. Ta je prodaja zemljišta odlučena uz sedam drugih 27. lipnja 2018., a javni je natječaj trajao od 29. lipnja do 9. srpnja. Cijena određena u javnome natječaju bila je 24 tisuće kuna, a Kekin je u konačnici parcelu platio 25 tisuća kuna uz 1000 kuna troškova za procjenu zemljišta. Dana 31. srpnja 2018. ugovorio je kupnju s gradom i s privatnom vlasnicom po ukupnoj cijeni od 136 000 kuna. Kupljeno zemljište objedinjeno je krajem 2019. godine. Godine 2023. dovršena je izgradnja vile na toj parceli, za koju je Kekinova supruga Ivana podignula kredit sa zalogom na njihov stan u Zagrebu.
Dana 11. travnja 2025. godine Kekina je USKOK priveo pod sumnjom da je od grada Buja 2018. godine zemljište kupio po neopravdano niskoj cijeni. Mediji navode da je tijekom izvida otkriven pristupni put za obje kupljene čestice, zbog čega neki vještaci procjenjuju da je zemljište vrijedilo trostruko više no što je procijenjeno za javni natječaj. Kekin je ranije istaknuo da su i drugi kupci sudjelovali u javnom natječaju za istu cijenu po kojoj je on kupio zemljište, a Vižin je naglasio da je Kekin ponudio nešto veću cijenu od one koju su vještaci predložili za javni natječaj. Uslijed uhićenja, Kekin je ustvrdio da ga se »koristi za napad na zagrebačku vlast« te da je »radio sve po zakonu«. Nakon ispitivanja pušten je na slobodu. Gradonačelnik Zagreba Tomislav Tomašević također je zaključio da je Kekinovo uhićenje »poruka svima koji se usude kritizirati rad i prošlost glavnog državnog odvjetnika«, Ivana Turudića, te da vjeruje da Kekin nije prekršio zakon, već da je cilj uhićenja »oblatiti, zastrašiti« na dan izglasavanja povjerenja Turudiću u Saboru.

## Filmografija

### Televizijske uloge
- "Bitange i princeze" kao Saša/erotman (2005. – 2010.)
- "Zakon!" kao vozač kamiona (2009.)
- "Crno-bijeli svijet" kao njemački partner (2015.)

### Filmske uloge
- "Pjevajte nešto ljubavno" kao gazda kluba (2007.)
- "Narodni heroj Ljiljan Vidić" kao bankomat (2015.)
- "Dražen" kao Mirko Novosel (2024.)

### Sinkronizacija
- "Zebra trkačica" kao Zujo (2005.)
- "Žuta minuta" kao Gojko Hrabrić (2005.)
- "Sezona lova" kao sob (2006.)
- "Grom" (2008.)
- "Sammy na putu oko svijeta" kao Roko (2010.)
- "Štrumpfovi 2" kao Hackus (2013.)
- "Alvin i vjeverice: Velika Alvintura" kao Agent James Suggs (2015.)